# Anaconda (film, 1997)
Anaconda är en amerikansk skräckfilm från 1997 i regi av Luis Llosa. Den hade premiär i USA den 11 april 1997, och i Sverige den 5 september 1997. Filmen blev en ekonomisk framgång och följdes upp av Anacondas: The Hunt for the Blood Orchid  (2004), samt de två direkt till video-filmerna Anaconda 3: Offspring (2008) och Anacondas: Trail of Blood (2009).
En crossover-film mellan Anaconda och Lake Placid kallad Lake Placid vs. Anaconda planeras för 2015[uppföljning saknas] och börjar filmas i Bulgarien i december 2014. En bok baserad på filmen kallad Anaconda: The Writer's Cut, skriven av Hans Bauer (som även skrev manuset för filmen), släpptes den 23 januari 2014.

## Handling
Dr. Steven Cale ska spela in en dokumentärfilm om Shirishamastammen. På vägen till dem hittar de Paul Sarone som blir upplockad. Enligt Sarone (Jon Voight) är anakondan den perfekte mördarmaskinen. Sarone har levt ett helt liv i Amazonas djungler och lärt sig att överleva. Han är besatt av den dödsbringande reptilen. Nu jagar han ett särskilt exemplar, en 13 meter lång anakonda, så blodtörstig att den blivit en legend. Han är beredd att offra allt för att hitta den – till och med människoliv.

## Rollista (urval)
- Jennifer López – Terri Flores
- Ice Cube – Danny Rich
- Jon Voight – Paul Sarone
- Eric Stoltz – Dr. Steven Cale
- Jonathan Hyde – Warren Westridge
- Owen Wilson – Gary Dixon
- Kari Wuhrer – Denise Kalberg
- Vincent Castellanos – Mateo
- Danny Trejo – Poacher